# Volp
Ne doit pas être confondu avec Volpe ou Volpi.
Le Volp est une rivière du Sud-Ouest de la France, dans les deux départements français de l'Ariège et de la Haute-Garonne, en région Occitanie, et un affluent rive droite de la Garonne.

## Étymologie
Son nom viendrait des Volques Tectosages (Toulouse) dont il représentait peut-être la limite méridionale. Le Volp est sans doute à l'origine du petit pays de Volvestre.

## Géographie

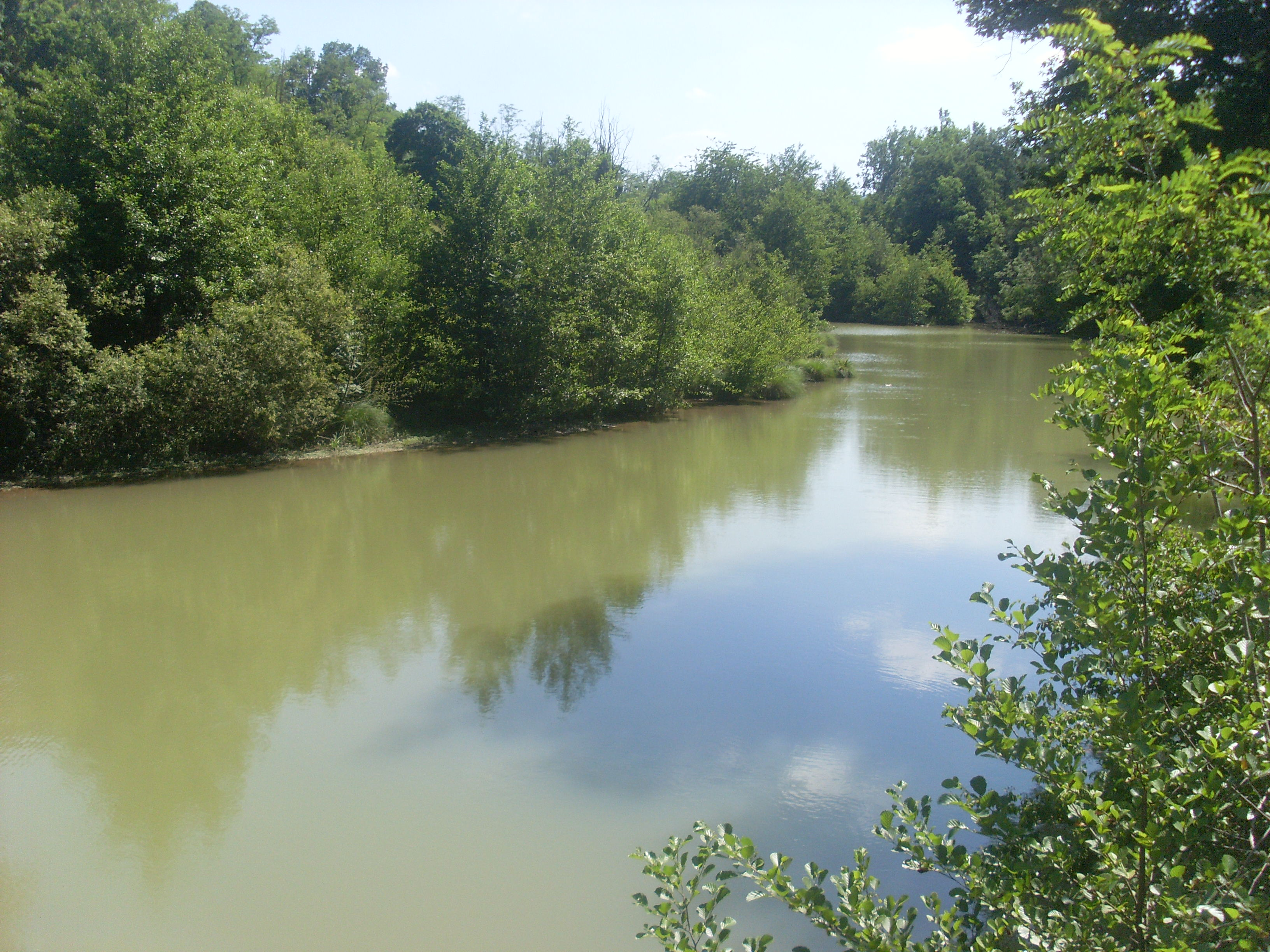
Le Volp

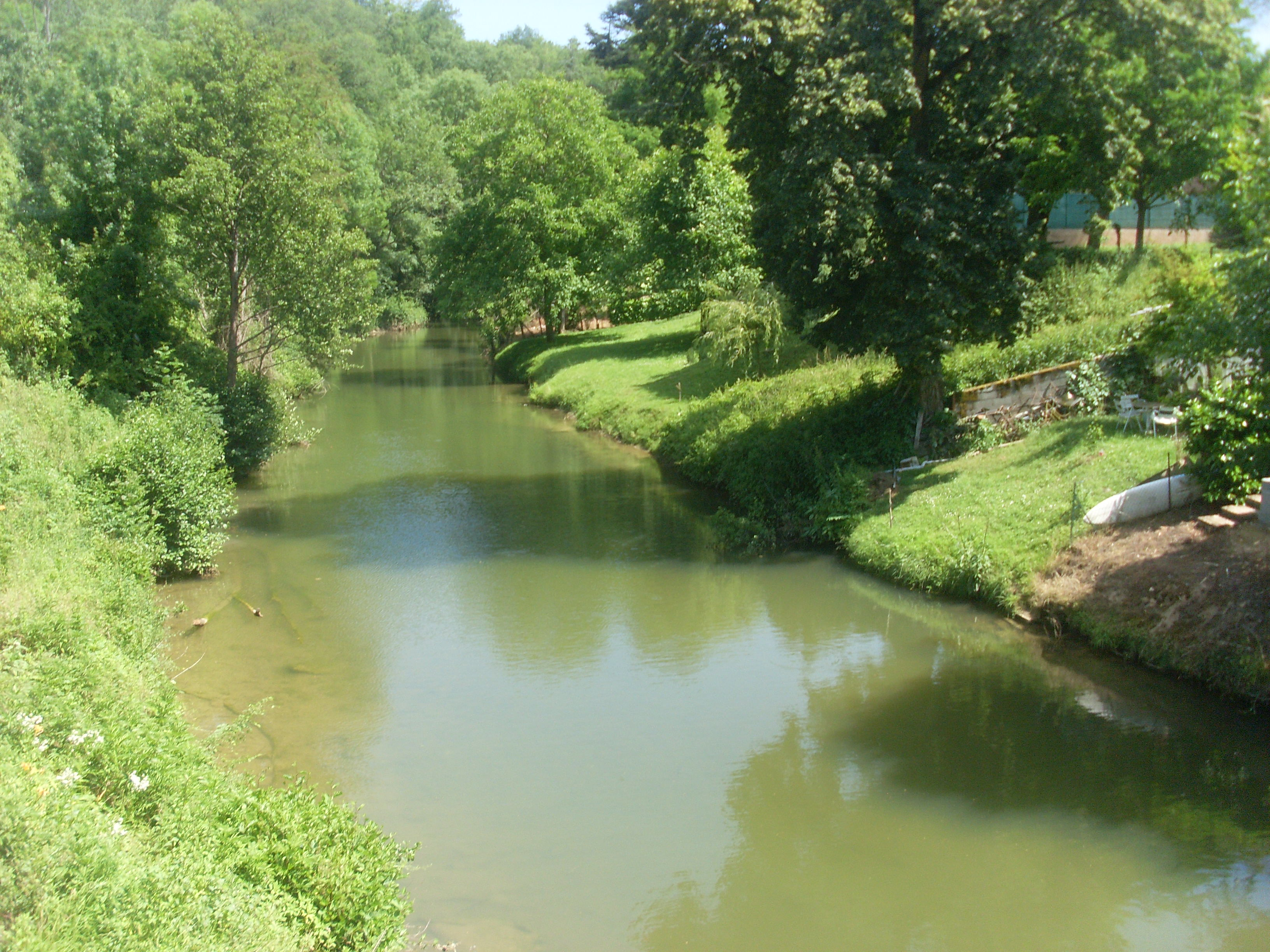
Le Volp au Plan (Haute-Garonne)

Il prend sa source dans l'Ariège, sur la commune de Lescure entre les quatre lieux-dits Montassés, la ferme Cabos, Plapourque et la Bousigues, à l'ouest de Clermont, à 545 m d'altitude.
Son cours est globalement du sud-est vers le nord-ouest.
Il se jette dans la Garonne en face et à l'aval de Cazères (Haute-Garonne), au nord de la commune de Saint-Christaud, sur la commune de Gensac-sur-Garonne, à 234 m d'altitude. 
Sa longueur est de 40,3 km.

### Communes et cantons traversés
Dans les deux département de l'Ariège et de la Haute-Garonne, Le Volp traverse les douze communes suivantes (huit en Ariège et quatre en Haute-Garonne), de l'amont vers l'aval, de Lescure (source), Montesquieu-Avantes, Montjoie-en-Couserans, Contrazy, Montardit, Mérigon, Sainte-Croix-Volvestre, Fabas, Montberaud, Le Plan, Saint-Christaud, Gensac-sur-Garonne (confluence).
Soit en termes de cantons, le Volp prend source dans le canton du Couserans Est, traverse les canton des Portes du Couserans, canton de Cazères, conflue dans le canton d'Auterive, le tout dans les arrondissements de Saint-Girons et de Muret.

### Toponyme
L'hydronyme du Volp est sans doute à l'origine du petit pays de Volvestre, composant de la commune de Sainte-Croix-Volvestre.

### Bassin versant
Le Volp traverse les cinq zones hydrographiques O060, O061 O062, O063, O064, pour une superficie totale de 137 km2. Ce bassin versant est constitué à 50,62 % de « territoires agricoles », à 48,95 % de « forêts et milieux semi-naturels », à 0,21 % de « territoires artificialisés », à 0,05 % de « surfaces en eau ».

## Affluents
Le Volp a cinquante-trois tronçons affluents référencés dont :
- la Bergère ou le Baumet ou goutte de Caudérou (rd[note 2]), 7,7 km sur cinq communes avec cinq tronçons affluents, de rang de Strahler trois ;
- Ruisseau de la Forêt (rg), 4,4 km sur deux communes avec trois affluents ;
- Riou Bedet (rg), 4,9 km ;
- Ruisseau de la Quère (rg), 5,1 km ;
- Ruisseau de la Boussège (rd), 11,2 km sur quatre communes avec sept affluents.

### Rang de Strahler
Donc son rang de Strahler est de quatre.

## Hydrologie

### Le Volp à Montberaud
Une station hydrologique est en service à Montberaud depuis le 1er janvier 1968  pour un bassin versant de 91 km2 et à 274 m d'altitude.
Le module ou moyenne annuelle de son débit est à Montberaud de 1,01 m3/s.

### Étiage ou basses eaux
À l'étiage, c'est-à-dire aux basses eaux, le VCN3, ou débit minimal du cours d'eau enregistré pendant trois jours consécutifs sur un mois, en cas de quinquennale sèche s'établit à 0,044 m3/s,.

### Crues
Sur cette période d'observation, le débit journalier maximal a été observé le 24 septembre 1993 pour 57,70 m3/s. Le débit instantané maximal a été observé le 19 juin 1968 avec 140,0 m3/s en même temps que la hauteur maximale instantanée de 414 cm soit 4,14 m.
Le QIX 2 est de 47 m3/s, le QIX 5 est de 70,0 m3/s, le QIX 10 est de 85,0 m3/s, le QIX 20 est de 99,0 m3/s et le QIX 50 est de 120,0 m3/s.
L'alimentation pluviale explique les sautes de son débit, les crues brutales lors d'orage qui peuvent prendre, parfois, un caractère catastrophique.

### Lame d'eau et débit spécifique
La lame d'eau écoulée dans cette partie du bassin versant de la rivière est de 350 millimètres annuellement, ce qui est un peu supérieur à la moyenne en France, à 300 mm/an. Le débit spécifique (Qsp) atteint 11,1 litres par seconde et par kilomètre carré de bassin.

## Préhistoire
Près de Montesquieu-Avantès, les grottes du Volp (grottes ornées d'Enlène, du Tuc d'Audoubert et des Trois-Frères) ont été utilisées par les humains dès le Paléolithique moyen mais essentiellement pendant le Magdalénien.